# Jan Ilburk z Vřesovic
Jan Ilburk z Vřesovic († před rokem 1485?) byl český šlechtic z rodu pánů z Vřesovic, teplický zemský hejtman Johany z Rožmitálu a zakladatel hradu Doubravská hora.

## Život

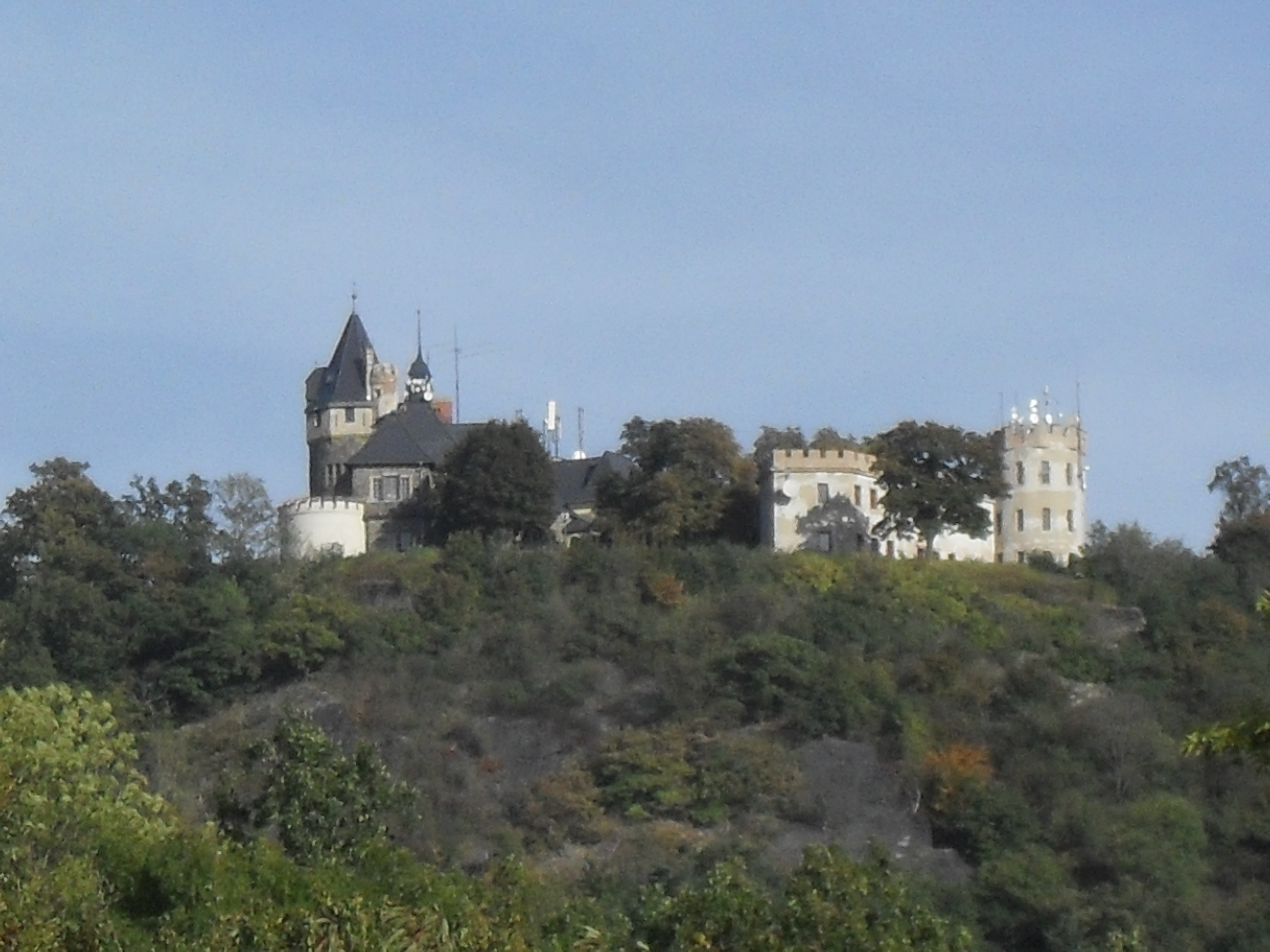
Hrad Doubravská hora

Jan Ilburk z Vřesovic byl vnukem Jakoubka z Vřesovic a synem Jana z Vřesovic. Jan Ilburk roku 1455 společně s bratrem Jarošem vypověděl nepřátelství saskému knížeti Fridrichovi. Roku 1467 získal během dělení rodových majetků mezi pěti bratry z Vřesovic Strupčice, Žalany, les Dubí, Chouč, Liběšovice, Roudníky, Věšťany a Obruskou vinici. V roce 1473 se Jan Ilburk účastnil jednání mezi královnou vdovou Johanou z Rožmitálu a Jindřichem z Rabštejna v Teplicích. V této souvislosti je zmiňován jako teplický hejtman ve službách královny vdovy.
Roku 1478  udělil král Vladislav Jagellonský Janovi privilegium na výstavbu nového hradu na Doubravské hoře nad Teplicemi. V roce 1479 řešil komorní soud při mezi Hynkem Minsterberským a Janem Ilburkem z Vřesovic, který se odmítl zavázat přísahou knížatům z Minsterberka. Záhy poté patrně opustil úřad teplického hejtmana. V prosince 1481 povýšil král Vladislav Jagellonský ves Strupčice v majetku Jana Ilburka na město a udělil mu znak s obrazem městské brány a půlměsícem ze znaku Vřesovců. Jan Ilburk z Vřesovic zemřel před rokem 1485. Zanechal po sobě vdovu Elišku z rodu Landštejnů a syna Viléma Doubravského z Vřesovic.